# 完颜沃侧
完颜沃侧（？—1161年），金朝将领，女真族，完颜氏。大将完颜麻吉之子。
完颜沃侧十七岁时，隶属于军中，跟随完颜拔离速击败辽将耶律马五。金太祖天辅六年（1122年），父亲去世，领其职。跟随完颜宗望攻打宋朝，在江、淮间袭击康王赵构。还师，驻守东平。金熙宗天会十五年（1137年），屯兵河北，招降傍近诸营，多获畜产兵仗，受赏。参与攻打陕西，为右都统，攻城破敌，有功。还军，授谋克。升任华州防御使，治政有方。升任迪列部族节度使，又改迭剌部。同知燕京留守事，改任西北路招讨使。首发契丹撒八秩满冒领俸禄之事。后撒八起事，被杀。